# Godeșevo
Godeșevo (în bulgară Годешево) este un sat în Obștina Satovcea, Regiunea Blagoevgrad, Bulgaria.

## Demografie
Componența etnică a satului Godeșevo
     Turci (2,01%)
     Bulgari (6,99%)
     Nicio identificare (89,69%)
     Altele (1,3%)
La recensământul din 2011, populația satului Godeșevo era de 844 locuitori. Nu există o etnie majoritară, locuitorii fiind bulgari (6,99%) și turci (2,01%). Pentru 89,69% din locuitori nu este cunoscută apartenența etnică.